# Angat
Angat es uno de los pueblos que componen la provincia de Bulacán en Filipinas.

## Geografía
El pueblo está situada 52 kilómetros al norte de Manila. 

### Demografía
Según el censo de 2000, su población es de 46,033 habitantes en 9,483 casas.

## Barrios
Angat tiene 16 barrios (tagalo:barangay)
- Banaban
- Baybay
- Binagbag
- Donación
- Encanto
- Laog
- Marungko
- Niugan
- Paltok
- Pulong Yantok
- San Roque (Pob.)
- Santa Cruz (Pob.)
- Santa Lucía
- Santo Cristo (Pob.)
- Sulucan
- Taboc